# Ekran-M 3
O Ekran-M 3 (também denominado de Ekran-M 15L) foi um satélite de comunicação geoestacionário russo da série Ekran-M construído pela NPO PM. Ele era operado pela RSCC (Kosmicheskiya Svyaz). O satélite foi baseado na plataforma KAUR-3 e sua expectativa de vida útil era de 9 anos.

## História
O Ekran-M 3 foi um satélite de comunicações dedicado a transmissão de programas de televisão da Rússia para a rede de unidades de recebimento públicas localizadas em centros populacionais na Sibéria e no Extremo Norte. O mesmo foi equipado com painéis solares e sistema de termorregulação, e uma unidade motriz corretiva para fazer ajustes orbitais. Vinte e cinco metros quadrados de painéis solares geravam cerca de 1280 W de potência.

## Lançamento
O satélite foi lançado com sucesso ao espaço no dia 30 de outubro de 1992, por meio de um veículo Proton-K/Blok-DM-2, lançado a partir do Cosmódromo de Baikonur, no Cazaquistão. Ele tinha uma massa de lançamento de 2.000 kg.

## Capacidade
O Ekran-M 3 era equipado com um (mais um de reserva) transponders em UHF de 200 W e uplink de banda C.